# VMRO
VMRO je akronim od  Vnatrešna Makedonska Revolucionna Organizacija (makedonski: Внатрешна Македонска Револуционерна Организација, bugarski: Вътрешна Македоно-Одринска Революционна Организация) je tajna politička organizacija koja je djelovala od kraja XIX. stoljeća i početkom XX. stoljeća. Početni cilj organizacije bio je ishođenje autonomije za Makedoniju i Odrinski vilajet koje su tada bile još ostale u okviru Osmanskog Carstva. Kasnije je VMRO sve više postajao sredstvo za Bugarske ciljeve na Balkanu. VMRO je nakon Prvoga svjetskog rata slovio kao teroristička organizacija, koja je krajnjim sredstvima i oružanim terorom željela izmijeniti tadašnje granice europskog jugoistoka. U svojoj povijesti organizacija je više puta mijenjala ime.
Danas pod imenom VMRO djeluju dvije značajnije političke organizacije, u Bugarskoj djeluje desna politička organizacija od 1990.- VMRO, dok u Sjevernoj Makedoniji djeluje također od 1990. – VMRO-DPMNE.

## VMRO za osmanskog razdoblja

### Podrijetlo i ciljevi organizacije
Organizacija je osnovana 1893. godine u tada osmanskom gradu Solunu u kojem je živio značajan broj makedonsko-bugarskog stanovništva. VMRO je osnovala male grupe makedonsko-bugarskih nacionalista koji su prvenstveno bili protiv osmanske vlasti, a za slobodu Makedonije, koju su držali nedjeljivim teritorijem, a njezine stanovnike zvali  "Makedoncima", bez obzira na njihovu nacionalnost. To je bila tajna revolucionarna organizacija. VMRO je vremenom mijenjao svoje ciljeve, ispočetka je to bila autonomija, kasnije se razmišljalo o preoblikovanju Balkana kao federacije, s Makedonijom kao jednom od federalnih jedinica.
Organizaciju su osnovali Hristo Tatarčev, Dame Gruev, Petar Pop-Arsov, Andon Dimitrov, Hristo Batandžijev i Ivan Hadžinikolov. Većina ih je bila (osim Ivana Hadžinikolova) blisko povezana s tadašnjom Bugarskom gimnazijom iz Soluna. 
Izvorno ime organizacije bilo je po sjećanju Hrista Tatarčeva iz njegovih  Memoara – Makedonska revolucionarna organizacija (MRO). Statut organizacije bio je kolektivni rad, a kao uzor poslužio im je statut Bugarske revolucionarne organizacije za nacionalno oslobođenje. Moto im je bio Implementacija zaključaka Berlinske konferencije. Osnovali su Centralni komitet Organizacije s raznim pododborima.
Odrinski Vilajet bila je turska upravna jedinica i ime za kraj Istočne Trakije oko grada Odrina (Jedrena) koje je dao VMRO 
za kraj koji je poput Makedonije bio još uvijek pod osmanskom vlašću, a u kojem je živjela značajna bugarska (ali i 
turska i grčka) manjina. Organizirani revolucinarni pokret u Trakiji počinje od 1895. godine, kada je Dame Gruev uspio pridobiti nastavnika Hrista Koceva, rođenog 
u Štipu, koji je tada radio u Bugarskoj gimnaziji u Odrinu (Jedrene). Kocev je kao opunomoćenik Centralnog komiteta VMRO-a, uspio osnovati regionalnu 
organizaciju u Odrinu (Jedrene) i velik broj podružnica u Odrinskom Vilajetu.
Na osnovu nekih povijesnih detalja dio bugarskih, a i nekih zapadnih povjesničara vjeruje da je prvo i vjerojatno neslužbeno ime organizacije, promijenjeno 1896. ili 1897. godine u  Bugarski makedonsko-odrinski revolucionarni komitet (BMORK), te da je organizacija djelovala pod tim imenom sve do 1902. godine kad je promijenila ime 
u  Tajnu makedonsko-odrinsku revolucionarnu organizaciju (TMORO). U Sjevernoj Makedoniji većina pak povjesničara drži da je ime organizacije u periodu 1896. – 1902. bilo – Tajna makedonsko-odrinska revolucionarna organizacija (TMORO).
I jedna i druga strana ima dokaze za svoje tvrdnje, u vidu dijelova rukopisa Statuta organizacije, ili sličnih neslužbenih i teško provjerljivih dokumenata. Makedonski povjesničari za svoju tvrdnju imaju dokaz u kopiji statuta VMRO koja se čuva u Londonu, i koja ima nadnevak od 1898. godine.
Potpuno je neprijeporno da je organizacija promijenila ime u Unutrašnju Makedonsku-Odrinsku revolucionarnu organizaciju (VMORO) 1905. godine.
Nakon raspuštanja organizacije za vrijeme Bugarske okupacije teritorije Makedonije za vrijeme Prvoga svjetskog rata (1915. – 1918.), organizacija je obnovljena, 1920. godine, pod imenom Unutrašnja makedonska revolucionarna organizacija (VMRO), pod kojim je poznata i danas.
Glavni cilj izvornog VMRO-a bio je ujedinjenje svih nezadovoljnika osmanskom vlašću u Makedoniji i Odrinskom Vilajetu, te 
nakon toga politička autonomija. VMRO se nadao podršci svih stanovnika Vlaha, Grka pa čak i potlačenih i nezadovoljnih Turaka. VMRO je ubrzano 
rastao, u svega par godina, vodstvo stranke uspjelo je organizirati veliku mrežu lokalnih oganizacija diljem Makedonije i Odrinskog Vilajeta. One su se najćešće osnivale uz 
tadašnje crkvene škole Bugarskog egzarhata, a učitelji su bili vođe organizacija.
VMRO je i danas predmet žestokih polemmika i velikih proturječnosti, čiji je to pokret u suštini bio, makedonski ?, bugarski ?, ruski (kasnije sovjetski). Sve te proturječnosti možda najbolje ocrtava životopis Dimitra Vlahova koji je također bio jedan od ekstremno proturječnih političara i koji je jako lavirao između pan-bugarskog i pan-
makedonskog nacionalizma. Bio je član lijevog krila Makedonsko-odrinske revolucionarne organizacije, kasnije bugarski zastupnik u Odmanskom parlamentu, nakon toga jedan 
od najviših vođa VMRO (Ujedinjenog)- krila koje je bilo blisko Bugarskoj komunističkoj partiji. Čovjek koji je na kraju izabran kao 
Makedonac na izborima 1946. godine za potpredsjednika Prezidija FNR Jugoslavije.

### VMRO u vrijeme oružane borbe protiv Osmanskog Carstva
Početno romantično razdoblje VMORO-a okončano je aferom Vinica kad je osmanska policija otkrila tajno skladište oružja 1897. godine blizu bugarske granice. Nakon 
toga zaoštrila se borba protiv VMORO-a i njegovih članova. Na to je VMORO odgovorio tako što se sve više pretvarao u militantnu gerilsku organizaciju koja je na napade odgovarala napadajući turske službene osobe ali i kaznenim akcijama protiv vlastitih osumnjičenih izdajnika. Oružane grupe VMORO-a, poznate kao "čete" (чети) nakon 1903. godine borile su se ne samo protiv turskih policajaca i vojnika, već i protiv sličnih pro-srpskih i pro-grčkih četa za vrijeme Borbe za Makedoniju.
Neprikosnovenu vodeću ulogu VMORO-u počele su osporavati dvije nove političke organizacije Vrhoven makedono-odrinski komitet (Върховен македоно-одрински 
комитет) takozvani Vrhovisti iz Sofije, i jedna mala skupina umjerenjaka iz Soluna – Blgarsko Tajno Revoluciono Bratstvo. One su se kasnije, 1902. godine, stopile s VMRO-om. U proljeće 1903. godine, skupina mladih anarhista povezanih s VMRO kroz Kruga Gemidži (Bivši maturanti Bugarske gimnazije iz Soluna) otpočela je sa serijom bombaških napada po Solunu 1903. godine želivši tako privući pažnju tadašnjih Velikih sila na položaj Makedonije u Osmanskom Carstvu.
U isto vrijeme ubijen je u okršaju s turskim snagama neosporni vođa VMRO-a, Goce Delčev. Dok je Goce Delčev bio živ on se žestoko protivio podizanju nepripremljenog Ilindenskog ustanka ali odmah po njegovoj smrti tiha većina iz VMRO-a odlučila ga je podići. Nakon početnih ustaničkih uspjeha, Kruševska Republika, ustanak je doživio brzi krah.

### VMRO nakon Ilindena
Neuspjeh Ilindenskog ustanka iz 1903. godine doveo je do cijepanja VMRO-a na lijevo i desno krilo. Lijevo krilo (federalisti) okupljeni najviše u tadašnjim 
okruzima Seres i Strumica bili su protiv bugarskog nacionalizma i favorizirali su ideju stvaranja jedne Balkanske federacije s jednakim nacionalnim pravima za sve. Desno krilo (centralisti) iz tadanjih turskih okruga Selânik, Monastir i Üsküp bilo je za što bliže povezivanje s bugarskim nacionalistima. Između 1905. – 1907. zbile su se brojne teške borbe između VMRO-a i turskih snaga, ali i između VMRO-a i sve brojnijih protivničkih četa organiziranih od Grka i Srba koje su stale ulaziti u Makedoniju. Borbe su tinjale i među frakcijama VMRO, definitivni razlaz između ova dva krila zbio se nakon ubojstva Todora Panice 1907. godine, koga su ubili desni (centralistički) aktivisti Boris Sarafov i Ivan Garvanov.
Nakon Mladoturske revolucije iz 1908. godine obadvije dotad zaraćene frakcije, zaboravile su na nesuglasice i otpočele s legalnim oblicima političke borbe. Jane Sandanski i Hristo Černopejev, stupili su u kontakt s Mladoturcima i nastojali organizirati javni rad stranke, prvo su željeli osnovati Makedonsko-Odrinsku Revolucionarnu Organizaciju (MORO). Ispočetka se djelatnost organizacije svodila isključivo na promidžbu, kasnije na osnivačkoj skupštini MORO se priključio legalnoj turskoj politikoj stranci Narodnoj federativnoj stranci (Bugarski odjeljak). Uskoro je međutim Mladoturski režim promijenio svoju politiku prema nacionalističkim strankama, i zaoštrio svoj odnos prema njima, pa tako i prema VMRO-u. U siječnju 1910. godine Hristo Černopejev s pristašama osnovao je Bugarsku narodnu makedonsko-odrinsku revolucionarnu organizaciju. 1911. godine, osnovan je Centralni komitet nove stranke u koji su ušli; Todor Aleksandrov, Hristo Černopejev i Petar Čaulev. Njihov cilj bio je vratiti jedinstvo nekadašnjeg VMRO-a i osnažiti borbu protiv Turaka. Nakon pogibije Černopejeva (Poginuo je kao bugarski časnik 1915. godine za Prvoga svjetskog rata) na njegovo mjesto došao je bugarski general Aleksandar Protogerov.
Za vrijeme Balkanskih ratova, bivši vođe VMRO-a, obiju frakcija, lijeve i desne ujedinili su se u Makedonske-Odrinske dobrovoljačke snage i borili na strani bugarske vojske.
Nakon Balkanskih ratova, podjeljena je Makedonija i Odrinski Vilajet (Istočna Trakija) između Bugarske, Grčke, Srbije i Osmanskog Carstva.

## Međuratno razdoblje
Nakon potpisivanja Mirovnog ugovora iz Neuillya, 1919. godine Bugarskoj nije dozvoljeno pripojiti dijelove Makedonije i Trakije koje je ona držala da su njezini.
Nakon toga tadašnja jedinstvena Makedonsko-odrinska organizacija razdvojila se na dvije: Unutrašnju Tračku revolucionarnu organizaciju (bugarski: Вътрешна тракийска революционна организация) i Unutrašnju Makedonsku revolucionarnu organizaciju.
Tijekom 1923. i 1924. godine VMRO je po vlastitim izvorima uspio ubaciti u Vardarsku Makedoniju 53 četa (naoružanih odreda), od kojih su 36 
ubačena iz Bugarske, 12 njih bili su lokalni a 5 ih je ubačeno iz Albanije. Ukupan broj članova ovih odreda bio je oko 3.245 komita (gerilskih boraca) vođenih od strane 79 vojvoda (komandanata)
Šesti kongres Balkanske komunističke federacije koju je vodio bugarski komunist Vasil Kolarov kao i V. Kongres Kominterne održan u Moskvi 1923. godine, izglasali su rezolucije o potrebi osnivanja Autonomne i neovisne Makedonije i Trakije. 1924. godine VMRO otpočeo je pregovore s Kominternom o potrebi osnivanja jednog jedinstvenog makedonskog pokreta u koji bi ušli VMRO-ovci i lokalni komunisti. Sovjeti su preko VMRO-a htjeli ubrzati revolucionarna zbivanja na Balkanu, a zatim destabilizirati balkanske monarhije, te iz toga nešto postići.
Lider VMRO-a Aleksandrov branio je političku neovisnost VMRO-a, tako da nije postignut nikakav dogovor, osim što je potpisan svibanjski manifest iz 1924. godine u kojem se 
proklamiraju sljedeći ciljevi: ujedinjenje svih makedonskih zemalja, osnivanje Balkanske komunističke federacije i suradnja sa Sovjetskim Savezom.
Ubrzo nakon nikad potpuno razjašnjenog ubojstva Todora Aleksandrova, na čelo VMRO došao je Vanča Mihajlov, koji je nakon toga postao bugarska moćna politička figura. On je ubojstvo Aleksandrova pripisao bugarskim komunistima i vrlo brzo spremao osvetu. Pojedini bugarski i makedonski povjesničari poput Zorana Todorovskog, špekuliraju o tome da su možda postojali izvjesni krugovi oko Mihajlova koji su organizirali ubojstva po nalogu bugarske vlade, koja se bojala ujedinjenja VMRO-a i komunista protiv nje. Za ove tvrdnje ipak nema čvrstih dokaza, i sve ostaje na špekulacijama.
U tom razdoblju VMRO, kojim su tada rukovodili Aleksandrov, te kasnije Mihajlov poduzeo je akcije protiv bivših članova lijevog krila organizacije 
Sandanskog, koji su se počeli približavati Bugarskoj komunističkoj partiji. Organizirali su atentate na njih, tako je ubijen Gjorče Petrov u Sofiji, 1922. godine, zatim je u Beču, 1924. godine, ubijen Todor Panica (koji je i sam prethodno ubio desno orijentiranog Borisa Sarafova i Ivana Garvanova) a ubila ga je buduća žena Vanče Mihajlova – Menča Karničju. Dimo Hadžidimov, Georgi Skrižovski, Aleksandar Bujnov, Čudomir Kantardžijev i mnogi drugi ubijeni su pod sumnjivim okolnostima oko 1925. godine. Nasuprot njima članovi lijevog krila VMRO-a osnovali su novu organizaciju VMRO, zasnovanog na principima svibanjskog manifesta iz 1924. godine. Nova organizacija koja je bila protivna Mihajlovljevoj VMRO nazvana je VMRO (Obedineta – Ujedinjena) osnovana je 1925. godine u Beču. VMRO Vanče Mihajlova nije uživao nikakvu podršku u Makedoniji, tako da se je njihova aktivnost svodila jedino na onu u emigraciji. Mihajlovljeva skupina mladih VMRO-ovih aktivista ubrzo je došla u sukob sa starijim članovima. Politika atentata koju je provodio Mihajlovljev VMRO bila je učinkovita jedino po tome što je slabila srpsku vlast u Vardarskoj Makedoniji i činila je nesigurnom, ali su zbog toga trpjelo lokalno stanovništvo (represivne mjere vlasti obijale su se o njihova leđa). Zbog toga je Mihajlov imao sve slabiju podršku u Vardarskoj Makedoniji. Kako je gubio domaću podršku sve se više okretao internacionalizaciji makedonskog pitanja, traživši u tome rješenje.
Mihajlov ustanovio je bliske odnose s hrvatskim ustašama, za vrijeme kad su oni bili pod talijanskim skrbništvom. Plod te suradnje bili su mnogi politički atentati koje su izvršili VMRO-ovi aktivisti, najspektakularnije je svakako bilo ubojstvo jugoslavenskoga kralja Aleksandra I. Karađorđević i francuskoga ministra vanjskih poslova Louisa Barthoua u Marseilleu 1934. godine koje je izvršio atentator Vlado Černozemski. Nakon tog atentata zbio se vojni puč u Bugarskoj 19. svibnja 1934., nakon kojeg je Vanča Mihajlov morao je pobjeći u Tursku. U međuvremenu je Kominterna izdala rezoluciju, u siječnju 1934. kojim je izrijekom priznala makedonski naciju, ovu rezoluciju objeručke su prihvatili i članovi VMRO-a (ujedinjenog). VMRO (Ujedinjeni) je nastavio s radom sve do 1936. godine, kada je organizacija pripojena u Balkanske komunističke 
federacije.

## VMRO tijekom Drugog svjetskog rata
Kad su jedinice bugarske vojske ušle na teritorij Makedonije nakon kratkotrajnog Travanjskog rata 1941. godine, dobar dio stanovnika nije to doživio kao okupaciju, već kao izvjesno oslobođenje. Dio članova VMRO-a uključio se u organizaciju nove okupacijske vlasti, a komunistički čelnik za Makedoniju Metodi Šatorov (također bivši VMRO-ovac) tražio je ujedinjenje Makedonske i Bugarske komunističke partije. Ova politika stala se mijenjati kad je 1943. godine u Makedoniju upućen Crnogorac Svetozar Vukmanović – Tempo, koji je uspio potaknuti promjenu raspoloženja prema bugarskoj okupaciji i organizirati veće partizanske snage u Makedoniji. Bugarske okupacijske snage držale su pod svojom kontrolom i veliki dio sjeverne Grčke ( Istočnu Makedoniju i Zapadnu Trakiju). Uz pomoć Vanče Mihajlova i nekih makedonskih emigranata iz tih krajeva, vlasti u Sofiji uspjele su organizirati u okupiranim grčkim krajevima paravojne odrede Ohrana, od probugarski nastrojenog stanovništva. Ohranini odredi organizirani su u okruzima grčkih gradova: Kastoria, Florina i Edessa, tamo gdje je bilo slavenskog stanoovništva a cilj im je bio pomagati bugarskim okupacijskim jedinicama protiv grčkih partizanskih boraca iz ELAS-a i EDES-a.
U rujnu 1944. godine Vanča Mihajlov došao je s njemačkim jedinicama u Skoplje, nakan kapitulacije Bugarske. Nijemci su ga htjeli iskoristiti za osnivanje neke kvislinške vlasti, međutim Mihajlov je procijenio kako to nema nikakvu budućnost i odbio je suradnju. Nakon rata skrasio se u Rimu, gdje je uglavnom živio izvan politike pišući i objavljujući političke tekstove o makedonskom pitanju.

## Nakon rata
Članovi VMRO-a (Jedinstvenog) sudjelovali su u osnivanju Republike Makedonije kao federalne jedinice buduće Socijalističke Federativne Republike Jugoslavije na povijesnom zasjedanju ASNOM-a u Prohoru Pčinjskom. Neki od njih ušli su čak u buduću Makedonsku republičku vladu: Dimitar Vlahov, Panko Brašnarov i Pavel Šatev (on je bio posljednji živući član Gemidžija, Solunskih atentatora iz 1903.).
No svi ovi VMRO-ovski kadrovi brzo su izgurani iz vrha vlasti. Neki su optuživani za probugarsku politiku a neki za kojekakve optužbe, uglavnom brzo su odstranjeni, žrtva takve politike bio je i Metodija Andonov Čento, partizan, prvi predsjednik ASNOM-a, ali i bivši član VMRO-a, kome je zamjereno da je radio na osamostaljenju Makedonije.
Oni pak članovi VMRO-a koji su bili bliski Mihajlovim Vrhovistima, ili bili u službi bugarskih okupacijskih vlasti, prošli su gore, bili su ubijeni. Ali ni VMRO-ovi simpatizeri u Bugarskoj u Pirinskoj Makedoniji nisu prošli bolje, nove komunističke vlasti progonile su ih do istrjebljenja. Neki od ovih ljudi uspjeli su se dokopati zapadnih zemalja, a dio njih zavrbovale su obavještajne službe Amerike i Grčke i koristile u svojim akcijama. Takve ljude zvali su Gorjani i vraćali ih u matične zemlje kao špijune i sabotere.

## VMRO danas
Za vrijeme komunističke vlasti u Bugarskoj i Jugoslaviji, nije bio nikako moguć rad (ili obnova rada) VMRO-a u ni u kakvome obliku.

### VMRO u Sjevernoj Makedoniji
Nakon sloma komunističke vlasti u Jugoslaviji iz 1989. godine, i kasnije raspada zemlje, 17. lipnja 1990. godine, osnovan je u Skoplju novi VMRO. Koji je tvrdio da je slijednik onog povijesnog, ipak ima malo toga zajedničkog. Novi se VMRO i nazivom razlikuje, zapravo se zove VMRO-DPMNE ( makedonski: Внатрешно Македонска Револуционерна Организација – Демократска Партија за Македонско Национално Единство). Ta stranka opisuje sebe kao blisku kršćansko demokratskim vrijednostima, s osnovnim ciljevima uključivanja Sjeverne Makedonije u NATO savez i Europsku uniju.

### VMRO u Bugarskoj
I u Bugarskoj došlo je do osnivanja sljednica VMRO-a, nakon 1989. godine, prvo je osnovana stranka VMRO-SMD (ВМРО-СМД – Съюз на македонските дружества) a 
potom i VMRO (ВМРО) ali kao organizacija za kulturu. 1996. godine čelnici te organizacije zatražili su registraciju kao politička stranka pod imenom "VMRO – Bugarski Nacionalni Pokret" (ВМРО – Българско национално движение). Njihov politički stav vrlo je jednostavan, oni zapravo negiraju postojanje makedonske nacije, i 
tvrde da su oni zapravo Bugari.